# Salsola oppositifolia
La zagua (Salsola oppositifolia) es una planta de la subfamilia Chenopodioideae de la familia Amaranthaceae.

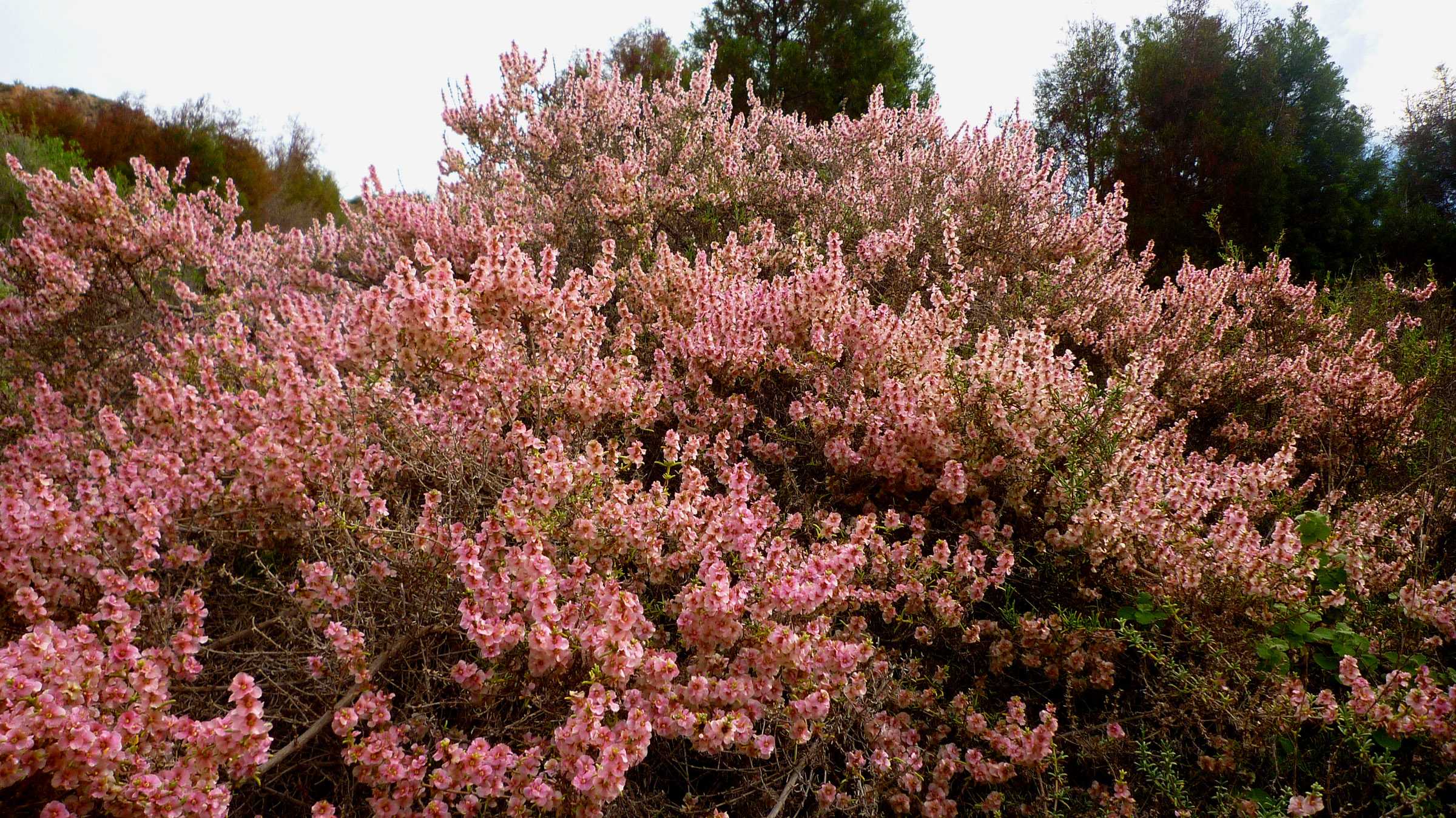
Fructificación de la barrilla en el mes de noviembre en el Monte San Julián de Cartagena.

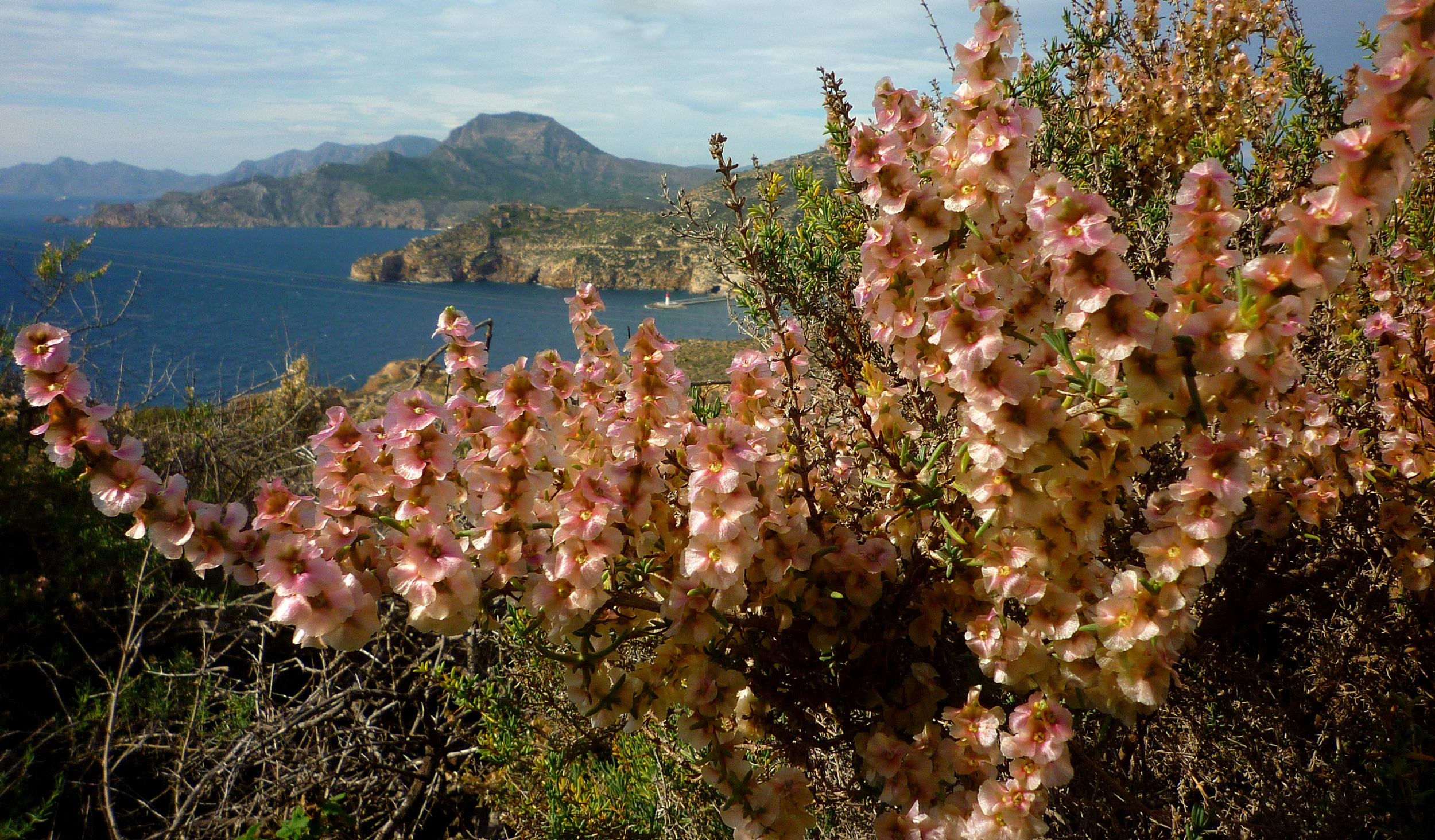
Fructificación de la barrilla en el mes de noviembre en el Monte San Julián de Cartagena.

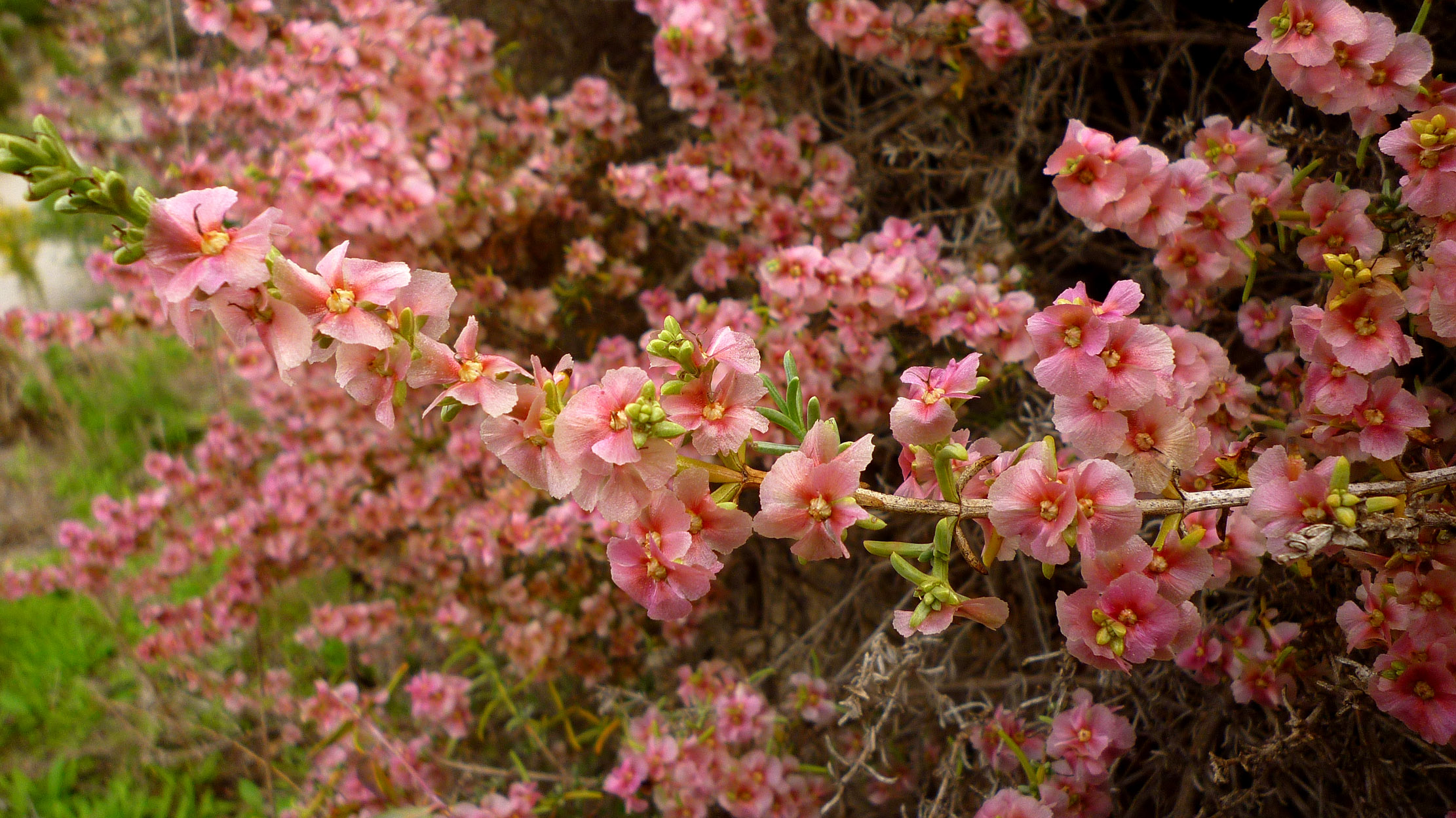
Fructificación de la barrilla en el mes de noviembre en el Monte San Julián de Cartagena.

## Hábitat
Es propia de zonas costeras. Tolerante a la salinidad, arraiga en comunidades nitrohalófilas y en márgenes y cultivos abandonados. Su contenido en alcaloides la hace tóxica para el ganado caprino.

## Descripción
Se trata de un arbusto de hasta 2 m de altura, de color verde oscuro, con tallos y hojas carnosos. Las hojas, opuestas, son lineares y subcilíndricas, aplanadas por el haz.
Las flores, muy pequeñas, poco conspicuas, verdosas, poseen cinco tépalos de reducido tamaño, y cinco estambres. Dichos tépalos crecen de forma palpable tras la fecundación y la aparición del fruto, apareciendo un ala transversal muy aparente, de color rosado o rojizo.

## Taxonomía
Salsola oppositifolia fue descrita por René Louiche Desfontaines y publicado en Flora Atlantica 1: 219. 1798.
Citología
Número de cromosomas de Salsola oppositifolia (Fam. Chenopodiaceae) y táxones infraespecíficos: 
2n=72
Etimología
Salsola: nombre genérico que deriva del término latino salsus = "salado", de acuerdo con los hábitats de muchas de sus especies. 
oppositifolia: epíteto latino que significa "con las hojas opuestas".
Sinonimia
- Salsola longifolia var. oppositifolia (Desf.) C.Vicioso
- Seidlitzia opositifolia (Desf.) Iljin

## Nombres comunes
- Castellano: barrilla, barrilla zagua, boja barrillera, salado negro, salao, salao negro, sosa, zagua, zajua.[4]